# Johann Philipp Plessing
Johann Philipp Plessing (* 1741 in Lübeck; † 14. April 1810 ebenda) war ein deutscher Kaufmann und Bürgermeister der Hansestadt Lübeck.

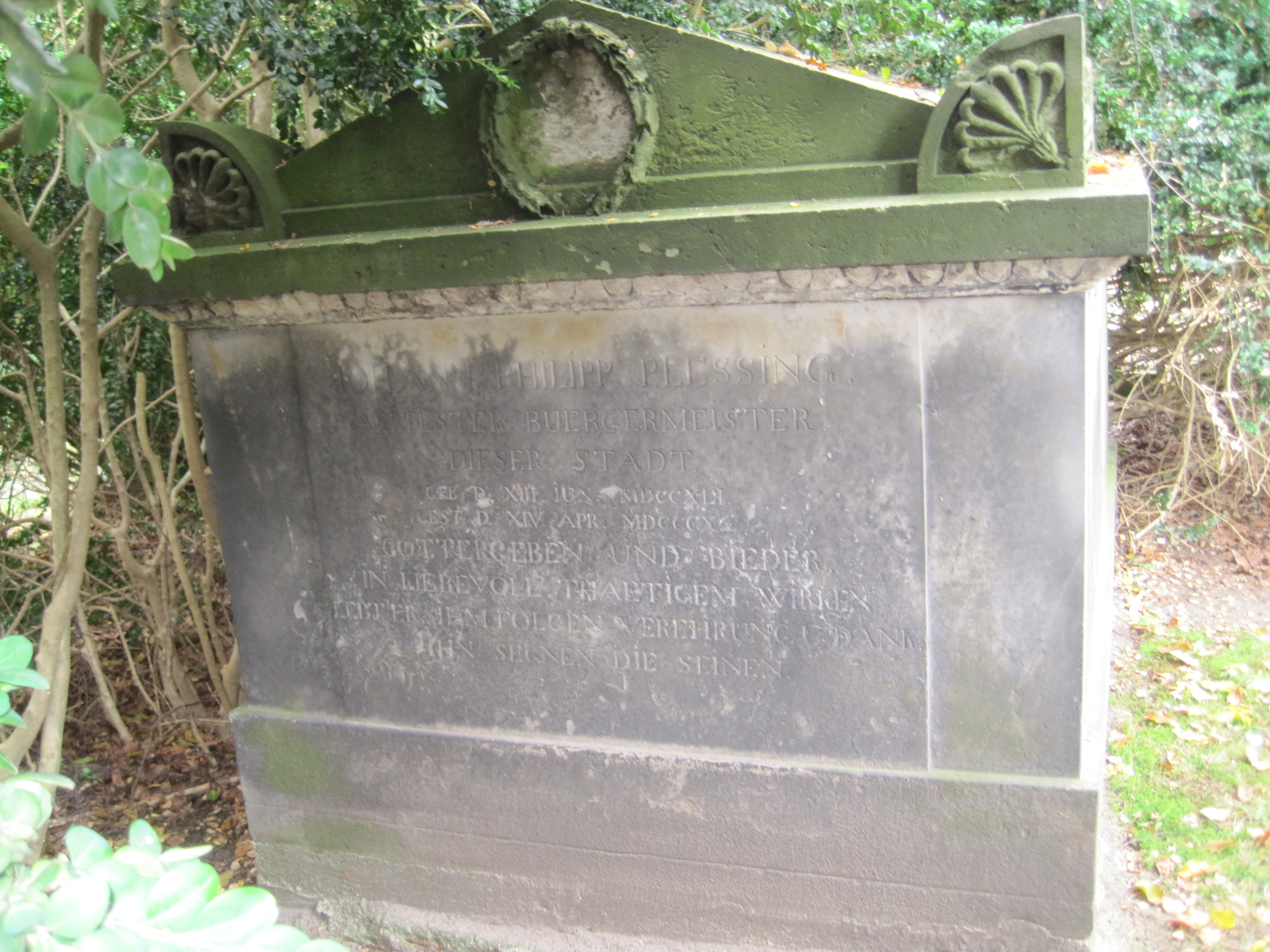
Grab Plessings

## Leben
Plessing wurde als Sohn des Lübecker Kaufmanns und Ratsherren Johann Christoph Plessing geboren. Großvater war der Lübecker Ratskellermeister Peter Christoph Plessing († 1712). Johann Philipp Plessing übernahm das Handelsgeschäft seines Vaters und gehörte wie dieser der Korporation der Schonenfahrer an. 1782 wurde er in den Rat der Stadt gewählt und dort 1804 zu einem der Bürgermeister bestimmt. Im Hause des Bürgermeisters Plessing verkehrte der als Dichter bekannt gewordene Georg Philipp Schmidt von Lübeck, der als Finanzfachmann in der dänischen Verwaltung Schleswig-Holsteins tätig war. Auch seine Nichte Margaretha Elisabeth Jenisch lebte nach dem Tod ihrer Eltern zeitweilig in seinem Hause. Sein Grab befindet sich auf dem Friedhof der St. Lorenzkirche.
Seine Tochter Christine Margarete heiratete 1792 Anton Diedrich Gütschow, die Tochter Dorothea Carl Georg Curtius und die Tochter Maria Christina (1780–1848) den St. Petersburger Kaufmann Christophe Louis Boissonnet († 1844 in Lübeck). Seine Enkel Philipp Wilhelm Plessing, Heinrich Alphons Plessing und Theodor Curtius wurden später gleichfalls Senatoren der Hansestadt. Auch die Enkel Ernst Curtius und Georg Curtius wurden bekannte Persönlichkeiten des 19. Jahrhunderts.
Nach dem Bürgermeister und den drei weiteren Ratsherren der Familie Plessing ist die Plessingstraße in Lübeck benannt.